# Casernes Thoiras
Les casernes Thoiras sont d'anciennes casernes, situées à Alès, dans le département français du Gard. Elles furent d'abord un lycée, avant d'être destinées à héberger des régiments de cavaliers et d'artillerie et enfin être converties en hôpital. Elles sont protégées en tant que  monuments historiques.

## Histoire
Les anciennes casernes bénéficient d'une inscription au titre des monuments historiques depuis le 16 septembre 1994 pour ses façades et toitures, son porche d'entrée principal, son grand escalier de l'ancien collège.